# Ryszard Parulski
Ryszard Władysław Parulski (Varsavia, 9 marzo 1938 – 10 gennaio 2017) è stato uno schermidore polacco, vincitore di una medaglia d'argento ed una di bronzo nella scherma ai giochi olimpici.